# Erasmus Andresohn

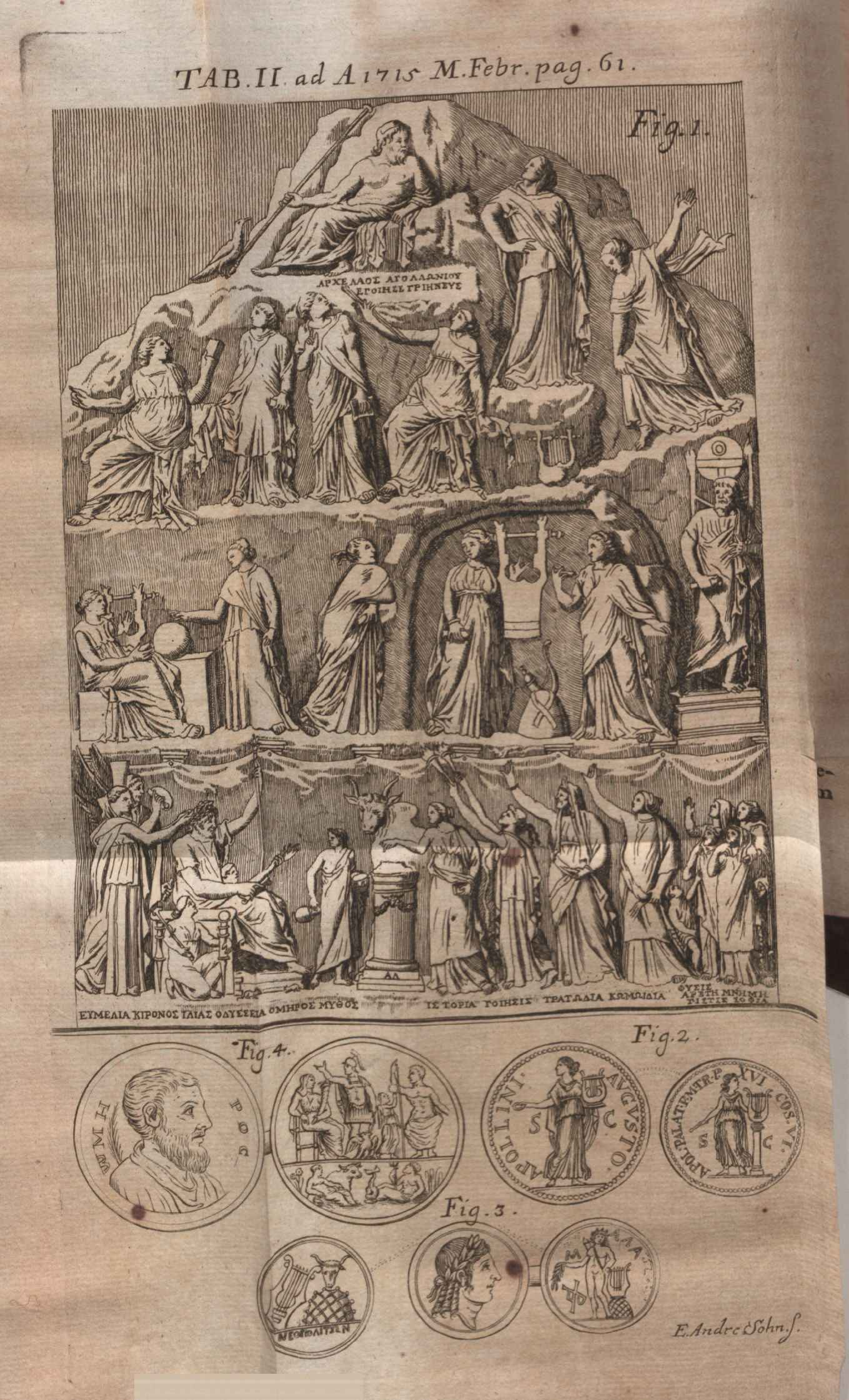

Erasmus Andresohn (Anderson), född 1651 i Maribo på Lolland, död 14 januari 1731 i Leipzig, var en dansk kopparstickare och skönskrivare.
Andresohn var först verksam i Magdeburg men flyttade omkring 1680 till Leipzig, där han blev borgare 1689. Han var från 1682 medarbetare i den kritiska månadsskriften Acta Eruditorum vars talrika illustrationer till största delen är utförda av Andresohn. 